# Halottbűzű bogár
A halottbűzű bogár vagy hosszúlábú bűzbogár (Blaps mortisaga) a rovarok (Insecta) osztályának a bogarak (Coleoptera) rendjéhez, ezen belül a mindenevő bogarak (Polyphaga) alrendjéhez és a gyászbogárfélék (Tenebrionidae) családjához tartozó faj. Nevét vészhelyzetben kibocsátott, kellemetlen szagú riasztóanyagairól kapta. Köznyelvi elnevezése pincebogár.

## Elterjedése
Megtalálható Európa nagy részén (a déli és a nyugati területek kivételével), keleten Szibériáig fordul elő. Magyarországon, főleg lakott területeken közönséges volt, de az 1980-as évek óta csak elvétve kerül elő. A vidéki életkörülmények és higiénés viszonyok javulása, és a hagyományos gazdálkodó életmód, valamint a vályog mint építőanyag visszaszorulása miatt Nyugat-Európában is egyre ritkábban találják meg (az Észak-Rajna vidéken mintegy 30 éve nem fogták).

## Megjelenése

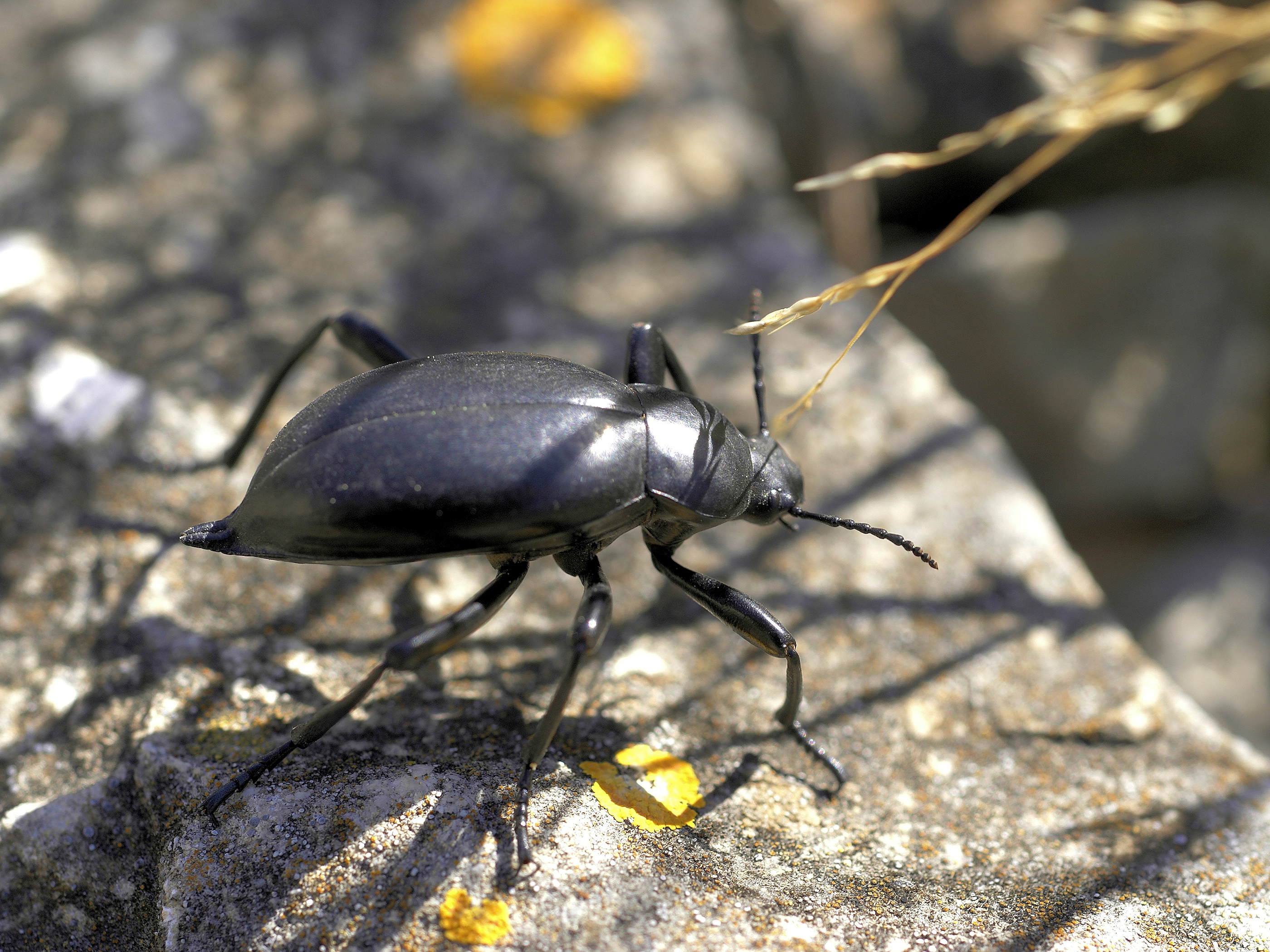
Ha a Blaps-fajok veszélyben érzik magukat, potrohukat felemelve jellegzetes testtartást vesznek fel (a kép egy Spanyolországban honos Blaps-fajt ábrázol)

A halottbűzű bogár 20–31 mm hosszú rovar. Teste egyszínű, zsírfényű fekete. Feje a testhez viszonyítva nem túl nagy, a szemek mögött enyhén befűzött. 11 ízű csápja zsinórszerű, a vége felé enyhén vastagodó, viszonylag rövid, eléri az előtor szélét. Előtora kb. olyan széles, mint hosszú; finoman szegélyezett.
Szárnyfedői hosszúkás tojásdad alakúak, mindkét ivarnál hosszú farokszerű nyúlványban végződnek, oldalai majdnem párhuzamosak. A bogarak nagy többségével szemben ez a faj röpképtelen: szárnyfedői varratuknál összenőttek, és nincsenek hártyás szárnyai sem. A szárnyfedők szinte körülölelik a potrohot, így csökkentik a folyadékvesztést, és segítik a száraz körülményekhez való alkalmazkodást. A hímek 1. és 2. haslemeze közt sárga szőrcsomó található.
Lábai, kiváltképp a lábfejek, hosszúak és vékonyak. Lábfejei a gyászbogárszerűek családsorozatára jellemző módon 5-5-4 ízűek, tehát a hátulsó lábfej csak négy ízből áll. Az elülső lábszár végén két végtüske található. A karmok közt található nyúlvány lekerekített hegyesszögű.

## Életmódja
A gyászbogárfélék többségéhez hasonlóan éjszakai életmódú bogár, a nappalt kövek alatt, repedéseken rejtőzve tölti. Főleg lakott területeken: agyagos padlójú pincékben, istállókban, fészerekben találkozhatunk vele. Szabadban egyre ritkábban fordul elő, ott is főleg agyagos ill. homokos talajú területeken él. Ijesztő neve ellenére ártalmatlan bogár: növényi törmelék, szalma, dohos korpa képezi a táplálékát; élőhelyén gyakran társasan, lárvákkal együtt lehet megtalálni.
Ha fenyegetve érzi magát, jellegzetesen merev testtartást vesz fel, hátsó testvégét a magasba emeli, és bűzmirigyein keresztül riasztó hatású kinon-származékokat bocsát ki.

1,4-Benzokinon egyike a halottbűzű bogár riasztó feromonjainak

Hosszú életű rovar, az imágók 2-3 évig is elélnek. Fogságban is könnyen tartható.

## Szaporodása
A nőstények korhadó növényi részek közé helyezik tojásaikat. Lárváik 3–4 cm-esek is lehetnek, a drótférgekre emlékeztető, hengeres testalkattal, viszont az előbbiekkel ellentétben testük alul lapított.

## Rendszertani kapcsolatai
Hazánkban 4, egymáshoz elég hasonló Blaps-faj él. Köztük a karomízek alakulása, a hímek haslemezeinek alakulása és a szárnyfedők alakja alapján lehet különbséget tenni.